# Renaud III de Carteret
Renaud III de Carteret, né en 1140 au manoir de Saint-Ouen sur l'île de Jersey et mort après 1214, est un chevalier, membre de la noblesse normande, seigneur de Carteret et de Saint-Ouen. Il fut un des seigneurs de la puissante famille Carteret de Normandie.

## Biographie
Renaud III de Carteret est le fils de Renaud II de Carteret (né en 1107) et petit-fils de Philippe Ier de Carteret, ce dernier étant le fils de Renaud Ier de Carteret, premier seigneur de Saint-Ouen. Renaud III est le père de deux garçons : Godedroy (né en 1170) qui, à son retour d'un pèlerinage, aurait participé à la fondation de l'abbaye de Fontenelle et Philippe II de Carteret, seigneur de Saint-Ouen (né en 1180) qui tentera de récupérer les terres de ses aïeux à Carteret que son père, Renaud III a perdu en 1204 après la séparation du duché de Normandie et des îles Anglo-Normandes.
Renaud III de Carteret prend le parti de Jean sans Terre et soutient le siège de Rouen en juin 1204, mais en vain. Il est alors nommé co-gouverneur des îles Anglo-Normandes avec Pierre de Préaux, ancien capitaine de Rouen, bailli et seigneur des îles de la Manche qui donnera en franche-aumône aux moines cisterciens de Val-Richer les îles des Minquiers et des Écréhous. Pour cause de forfaiture, le roi Philippe Auguste retire à Renaud ses terres dans le Cotentin, parmi lesquelles se trouve la seigneurie de Carteret.
Renaud III de Carteret participa à la bataille de Bouvines en 1214.